# Championnats du monde juniors de patinage artistique 2008
Navigation
Édition précédente Édition suivante
Les Championnats du monde juniors de patinage artistique 2008 ont lieu du 25 février au 2 mars 2008 au Winter Sports Hall de Sofia en Bulgarie.

## Qualifications
Les patineurs sont éligibles à l'épreuve s'ils représentent une nation membre de l'Union internationale de patinage (International Skating Union en anglais) et s'ils ont atteint l'âge de 13 ans et pas encore 19 ans avant le 1er juillet 2007, sauf pour les messieurs qui participent au patinage en couple et à la danse sur glace où l'âge maximum est de 21 ans. Les fédérations nationales sélectionnent leurs patineurs en fonction de leurs propres critères, mais l'Union internationale de patinage exige un score minimum d'éléments techniques (Technical Elements Score en anglais) lors d'une compétition internationale avant les championnats du monde juniors.
Sur la base des résultats des championnats du monde juniors 2007, l'Union internationale de patinage autorise chaque pays à avoir de une à trois inscriptions par discipline.
| Nombre d'inscriptions                                             | Messieurs                | Dames                             | Couples              | Danse sur glace                            |
| ----------------------------------------------------------------- | ------------------------ | --------------------------------- | -------------------- | ------------------------------------------ |
| 3                                                                 | Canada Russie États-Unis | Finlande États-Unis               | Russie États-Unis    | Canada Russie                              |
| 2                                                                 | Chine France Japon       | Estonie Italie Japon Corée du Sud | Canada Chine Estonie | Allemagne Estonie France Italie États-Unis |
| Si non répertorié ci-dessus, une seule inscription est autorisée. |                          |                                   |                      |                                            |

## Podiums
| Épreuves                            | Or                                            | Argent                                  | Bronze                              |
| ----------------------------------- | --------------------------------------------- | --------------------------------------- | ----------------------------------- |
| Messieurs résultats détaillés       | Adam Rippon                                   | Artem Borodulin                         | Guan Jinlin                         |
| Dames résultats détaillés           | Rachael Flatt                                 | Caroline Zhang                          | Mirai Nagasu                        |
| Couples résultats détaillés         | Ksenia Krasilnikova / Konstantin Bezmaternikh | Lubov Iliushechkina / Nodari Maisuradze | Dong Huibo / Wu Yiming              |
| Danse sur glace résultats détaillés | Emily Samuelson / Evan Bates                  | Vanessa Crone / Paul Poirier            | Kristina Gorshkova / Vitali Butikov |

## Tableau des médailles
| Rang  | Nation     | Or | Argent | Bronze | Total |
| ----- | ---------- | -- | ------ | ------ | ----- |
| 1     | États-Unis | 3  | 1      | 1      | 5     |
| 2     | Russie     | 1  | 2      | 1      | 4     |
| 3     | Canada     | 0  | 1      | 0      | 1     |
| 4     | Chine      | 0  | 0      | 2      | 2     |
| Total | Total      | 4  | 4      | 4      | 12    |

## Détails des compétitions

### Messieurs

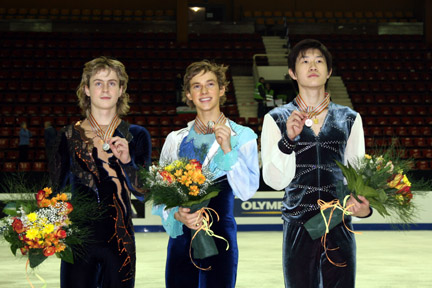
Podium des Messieurs

| Rang                                        | Nom                   | Nation           | Points | Programme court | Programme court | Programme libre | Programme libre |
| ------------------------------------------- | --------------------- | ---------------- | ------ | --------------- | --------------- | --------------- | --------------- |
| 1                                           | Adam Rippon           | États-Unis       | 199.90 | 1               | 69.35           | 1               | 130.55          |
| 2                                           | Artem Borodulin       | Russie           | 194.77 | 2               | 66.16           | 2               | 128.61          |
| 3                                           | Guan Jinlin           | Chine            | 189.60 | 4               | 62.47           | 3               | 127.13          |
| 4                                           | Brandon Mroz          | États-Unis       | 186.20 | 3               | 63.36           | 5               | 122.84          |
| 5                                           | Michal Březina        | Tchéquie         | 184.40 | 5               | 62.11           | 6               | 122.29          |
| 6                                           | Kevin Reynolds        | Canada           | 180.78 | 13              | 55.77           | 4               | 125.01          |
| 7                                           | Ivan Bariev           | Russie           | 175.06 | 10              | 58.39           | 7               | 116.67          |
| 8                                           | Jeremy Ten            | Canada           | 173.34 | 11              | 58.29           | 8               | 115.05          |
| 9                                           | Tommy Steenberg       | États-Unis       | 166.64 | 6               | 61.33           | 13              | 105.31          |
| 10                                          | Florent Amodio        | France           | 164.79 | 9               | 58.50           | 12              | 106.29          |
| 11                                          | Kim Lucine            | France           | 164.61 | 7               | 60.01           | 16              | 104.60          |
| 12                                          | Moris Pfeifhofer      | Suisse           | 162.88 | 15              | 51.23           | 10              | 111.65          |
| 13                                          | Javier Fernández      | Espagne          | 161.01 | 14              | 52.25           | 11              | 108.76          |
| 14                                          | Nikolai Bondar        | Ukraine          | 159.61 | 12              | 56.68           | 17              | 102.93          |
| 15                                          | Yang Chao             | Chine            | 158.48 | 24              | 45.82           | 9               | 112.66          |
| 16                                          | Denis Ten             | Kazakhstan       | 155.70 | 8               | 60.00           | 19              | 95.70           |
| 17                                          | Akio Sasaki           | Japon            | 155.14 | 18              | 50.05           | 14              | 105.09          |
| 18                                          | Adrian Schultheiss    | Suède            | 154.12 | 19              | 49.15           | 15              | 104.97          |
| 19                                          | Takahito Mura         | Japon            | 145.82 | 21              | 47.66           | 18              | 98.16           |
| 20                                          | Nikita Mikhailov      | Russie           | 140.36 | 23              | 46.40           | 20              | 93.96           |
| 21                                          | Elladj Baldé          | Canada           | 140.34 | 22              | 46.98           | 21              | 93.36           |
| 22                                          | Denis Wieczorek       | Allemagne        | 137.17 | 17              | 50.37           | 22              | 86.80           |
| 23                                          | Jakub Strobl          | Slovaquie        | 134.45 | 20              | 48.59           | 23              | 85.86           |
| 24                                          | Maciej Cieplucha      | Pologne          | 133.69 | 16              | 50.70           | 24              | 82.99           |
| 25                                          | Pavel Petrov Savinov  | Bulgarie         | 77.51  | 46              | 24.70           | 25              | 52.81           |
| Patineurs éliminés après le programme court |                       |                  |        |                 |                 |                 |                 |
| 26                                          | Viktor Romanenkov     | Estonie          |        | 25              | 44.95           | NC              | NC              |
| 27                                          | Severin Kiefer        | Autriche         |        | 26              | 44.63           | NC              | NC              |
| 28                                          | Michael Chrolenko     | Norvège          |        | 27              | 44.62           | NC              | NC              |
| 29                                          | Bela Papp             | Finlande         |        | 28              | 44.45           | NC              | NC              |
| 30                                          | Evgeni Krasnapolski   | Israël           |        | 29              | 43.44           | NC              | NC              |
| 31                                          | Ruben Errampalli      | Italie           |        | 30              | 43.41           | NC              | NC              |
| 32                                          | Danil Privalov        | Azerbaïdjan      |        | 31              | 41.39           | NC              | NC              |
| 33                                          | Matthew Precious      | Australie        |        | 32              | 39.78           | NC              | NC              |
| 34                                          | Elliot Hilton         | Royaume-Uni      |        | 33              | 39.53           | NC              | NC              |
| 35                                          | Boris Martinec        | Croatie          |        | 34              | 37.76           | NC              | NC              |
| 36                                          | Kevin Alves           | Brésil           |        | 35              | 34.44           | NC              | NC              |
| 37                                          | Dimitri Kahirau       | Biélorussie      |        | 36              | 34.28           | NC              | NC              |
| 38                                          | Ruben Blommaert       | Belgique         |        | 37              | 32.44           | NC              | NC              |
| 39                                          | Kim Min-seok          | Corée du Sud     |        | 38              | 32.31           | NC              | NC              |
| 40                                          | Sarkis Hairapetyan    | Arménie          |        | 39              | 30.52           | NC              | NC              |
| 41                                          | Jesper Kristiansen    | Danemark         |        | 40              | 30.44           | NC              | NC              |
| 42                                          | Cameron Hems          | Nouvelle-Zélande |        | 41              | 27.88           | NC              | NC              |
| 43                                          | Vlad Ionescu          | Roumanie         |        | 42              | 27.35           | NC              | NC              |
| 44                                          | Krisztian Andraska    | Hongrie          |        | 43              | 27.03           | NC              | NC              |
| 45                                          | Boyito Mulder         | Pays-Bas         |        | 44              | 26.42           | NC              | NC              |
| 46                                          | Engin Ali Artan       | Turquie          |        | 45              | 25.96           | NC              | NC              |
| 47                                          | Saulius Ambrulevičius | Lituanie         |        | 47              | 22.45           | NC              | NC              |

### Dames

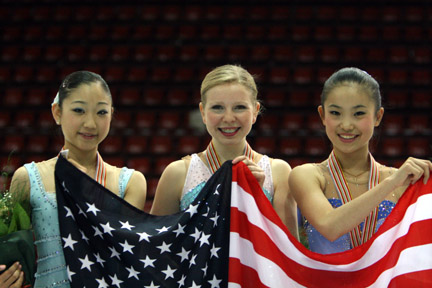
Podium des Dames

| Rang                                          | Nom                  | Nation           | Points | Programme court | Programme court | Programme libre | Programme libre |
| --------------------------------------------- | -------------------- | ---------------- | ------ | --------------- | --------------- | --------------- | --------------- |
| 1                                             | Rachael Flatt        | États-Unis       | 172.19 | 3               | 60.16           | 1               | 112.03          |
| 2                                             | Caroline Zhang       | États-Unis       | 171.84 | 2               | 62.60           | 2               | 109.24          |
| 3                                             | Mirai Nagasu         | États-Unis       | 162.89 | 1               | 65.07           | 3               | 97.82           |
| 4                                             | Jenni Vähämaa        | Finlande         | 142.54 | 6               | 50.30           | 4               | 92.24           |
| 5                                             | Yuki Nishino         | Japon            | 139.44 | 4               | 54.15           | 6               | 85.29           |
| 6                                             | Alena Leonova        | Russie           | 138.06 | 7               | 49.76           | 5               | 88.30           |
| 7                                             | Joshi Helgesson      | Suède            | 130.46 | 8               | 49.10           | 9               | 81.36           |
| 8                                             | Sarah Hecken         | Allemagne        | 128.45 | 11              | 46.12           | 8               | 82.33           |
| 9                                             | Katarina Gerboldt    | Russie           | 126.37 | 18              | 43.09           | 7               | 83.28           |
| 10                                            | Myriane Samson       | Canada           | 125.91 | 14              | 44.73           | 10              | 81.18           |
| 11                                            | Jelena Glebova       | Estonie          | 125.56 | 5               | 53.05           | 12              | 72.51           |
| 12                                            | Sonia Lafuente       | Espagne          | 119.99 | 9               | 46.36           | 11              | 73.63           |
| 13                                            | Stefania Berton      | Italie           | 115.21 | 15              | 44.62           | 13              | 70.59           |
| 14                                            | Kim Hyeon-jung       | Corée du Sud     | 115.09 | 13              | 45.19           | 15              | 69.90           |
| 15                                            | Ivana Reitmayerová   | Slovaquie        | 113.06 | 20              | 42.53           | 14              | 70.53           |
| 16                                            | Rumi Suizu           | Japon            | 112.19 | 10              | 46.25           | 21              | 65.94           |
| 17                                            | Sin Na-hee           | Corée du Sud     | 111.47 | 12              | 45.30           | 20              | 66.17           |
| 18                                            | Eleonora Vinnichenko | Ukraine          | 110.92 | 21              | 42.28           | 16              | 68.64           |
| 19                                            | Miriam Ziegler       | Autriche         | 110.60 | 16              | 43.78           | 19              | 66.82           |
| 20                                            | Sofia Otala          | Finlande         | 108.64 | 17              | 43.61           | 22              | 65.03           |
| 21                                            | Geng Bingwa          | Chine            | 107.97 | 24              | 39.82           | 17              | 68.15           |
| 22                                            | Alexandra Rout       | Nouvelle-Zélande | 107.72 | 23              | 40.70           | 18              | 67.02           |
| 23                                            | Cheltzie Lee         | Australie        | 106.89 | 19              | 42.77           | 23              | 64.12           |
| 24                                            | Katherine Hadford    | Hongrie          | 104.06 | 22              | 41.04           | 24              | 63.02           |
| 25                                            | Manuela Stanukova    | Bulgarie         | 84.52  | 43              | 29.60           | 25              | 54.92           |
| Patineuses éliminées après le programme court |                      |                  |        |                 |                 |                 |                 |
| 26                                            | Svetlana Issakova    | Estonie          |        | 25              | 39.73           | NC              | NC              |
| 27                                            | Nella Simaová        | Tchéquie         |        | 26              | 39.68           | NC              | NC              |
| 28                                            | Emma Hagieva         | Azerbaïdjan      |        | 27              | 38.80           | NC              | NC              |
| 29                                            | Sigrid Young         | Taipei chinois   |        | 28              | 38.70           | NC              | NC              |
| 30                                            | Minna Parviainen     | Finlande         |        | 29              | 36.76           | NC              | NC              |
| 31                                            | Sara Twete           | Danemark         |        | 30              | 36.52           | NC              | NC              |
| 32                                            | Mirna Libric         | Croatie          |        | 31              | 36.16           | NC              | NC              |
| 33                                            | Francesca Rio        | Italie           |        | 32              | 34.45           | NC              | NC              |
| 34                                            | Barbara Klerk        | Belgique         |        | 33              | 34.10           | NC              | NC              |
| 35                                            | Charlotte Gendreau   | France           |        | 34              | 34.03           | NC              | NC              |
| 36                                            | Mérovée Ephrem       | Monaco           |        | 35              | 33.89           | NC              | NC              |
| 37                                            | Noemie Silberer      | Suisse           |        | 36              | 33.81           | NC              | NC              |
| 38                                            | Mary Grace Baldo     | Philippines      |        | 37              | 33.31           | NC              | NC              |
| 39                                            | Aneta Michałek       | Pologne          |        | 38              | 33.05           | NC              | NC              |
| 40                                            | Mary Ro Reyes        | Mexique          |        | 39              | 32.84           | NC              | NC              |
| 41                                            | Nika Ceric           | Slovénie         |        | 40              | 32.41           | NC              | NC              |
| 42                                            | Erle Harstad         | Norvège          |        | 41              | 31.76           | NC              | NC              |
| 43                                            | Beatrice Rozinskaite | Lituanie         |        | 42              | 30.07           | NC              | NC              |
| 44                                            | Elena Rodrigues      | Brésil           |        | 44              | 29.14           | NC              | NC              |
| 45                                            | Manouk Gijsman       | Pays-Bas         |        | 45              | 28.80           | NC              | NC              |
| 46                                            | Birce Atabey         | Turquie          |        | 46              | 27.04           | NC              | NC              |
| 47                                            | Victoria Liakhava    | Biélorussie      |        | 47              | 26.23           | NC              | NC              |
| 48                                            | Armine Stambultsyan  | Arménie          |        | 48              | 26.04           | NC              | NC              |
| 49                                            | Zanna Pugaca         | Lettonie         |        | 49              | 25.83           | NC              | NC              |
| 50                                            | Georgia Glastris     | Grèce            |        | 50              | 25.34           | NC              | NC              |
| 51                                            | Anita Nagy           | Roumanie         |        | 51              | 24.95           | NC              | NC              |
| 52                                            | Siobhan McColl       | Afrique du Sud   |        | 52              | 23.80           | NC              | NC              |
| 53                                            | Lydia Fuentes        | Andorre          |        | 53              | 22.64           | NC              | NC              |
| 54                                            | Sofia Bardakov       | Israël           |        | 54              | 22.26           | NC              | NC              |
| 55                                            | Hounsh Munshi        | Inde             |        | 55              | 21.13           | NC              | NC              |
| 56                                            | Mila Petrovic        | Serbie           |        | 56              | 19.80           | NC              | NC              |

### Couples

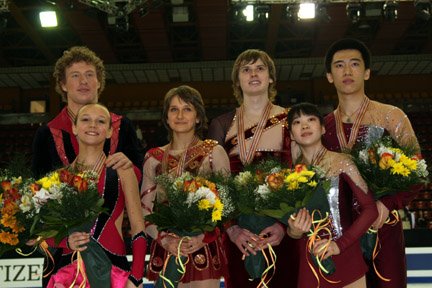
Podium des couples artistiques

| Rang | Nom                                           | Nation         | Points | Programme court | Programme court | Programme libre | Programme libre |
| ---- | --------------------------------------------- | -------------- | ------ | --------------- | --------------- | --------------- | --------------- |
| 1    | Ksenia Krasilnikova / Konstantin Bezmaternikh | Russie         | 148.12 | 1               | 56.30           | 2               | 91.82           |
| 2    | Lubov Iliushechkina / Nodari Maisuradze       | Russie         | 144.86 | 2               | 52.05           | 1               | 92.81           |
| 3    | Dong Huibo / Wu Yiming                        | Chine          | 141.33 | 5               | 51.16           | 3               | 90.17           |
| 4    | Ekaterina Sheremetieva / Mikhail Kuznetsov    | Russie         | 136.14 | 3               | 51.94           | 5               | 84.20           |
| 5    | Jessica Rose Paetsch / Jon Nuss               | États-Unis     | 133.12 | 8               | 48.01           | 4               | 85.11           |
| 6    | Maria Sergejeva / Ilja Glebov                 | Estonie        | 131.02 | 9               | 46.92           | 6               | 84.10           |
| 7    | Zhang Yue / Wang Lei                          | Chine          | 130.92 | 4               | 51.22           | 7               | 79.70           |
| 8    | Monica Pisotta / Michael Stewart              | Canada         | 127.23 | 7               | 48.29           | 8               | 78.94           |
| 9    | Amanda Velenosi / Mark Fernandez              | Canada         | 125.46 | 10              | 46.88           | 9               | 78.58           |
| 10   | Chelsi Guillen / Danny Curzon                 | États-Unis     | 123.93 | 6               | 49.37           | 12              | 74.56           |
| 11   | Bianca Butler / Joseph Jacobsen               | États-Unis     | 120.81 | 12              | 45.92           | 11              | 74.89           |
| 12   | Anaïs Morand / Antoine Dorsaz                 | Suisse         | 118.92 | 11              | 46.27           | 14              | 72.65           |
| 13   | Amanda Sunyoto-Yang / Darryll Sulindro-Yang   | Taipei chinois | 118.90 | 14              | 41.95           | 10              | 76.95           |
| 14   | Nicole Della Monica / Yannick Kocon           | Italie         | 113.35 | 15              | 40.21           | 13              | 73.14           |
| 15   | Narumi Takahashi / Mervin Tran                | Japon          | 113.23 | 13              | 42.97           | 15              | 70.26           |
| 16   | Krystyna Klimczak / Janusz Karweta            | Pologne        | 108.87 | 16              | 39.68           | 16              | 69.19           |
| 17   | Gabriela Čermanová / Martin Hanulák           | Slovaquie      | 95.74  | 17              | 37.43           | 17              | 58.31           |
| 18   | Camille Foucher / Bruno Massot                | France         | 89.09  | 18              | 33.99           | 18              | 55.10           |
| 19   | Andrea Hollerova / Jakub Safranek             | Tchéquie       | 80.85  | 19              | 33.15           | 19              | 47.70           |
| 20   | Natalie Ganem / Christopher Trefil            | Hongrie        | 70.91  | 20              | 25.77           | 20              | 45.14           |

### Danse sur glace

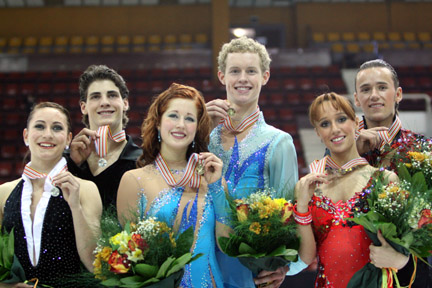
Podium de la danse sur glace

| Rang                                               | Nom                                        | Nation         | Points | Danse imposée | Danse imposée | Danse originale | Danse originale | Danse libre | Danse libre |
| -------------------------------------------------- | ------------------------------------------ | -------------- | ------ | ------------- | ------------- | --------------- | --------------- | ----------- | ----------- |
| 1                                                  | Emily Samuelson / Evan Bates               | États-Unis     | 181.66 | 1             | 35.11         | 1               | 57.84           | 1           | 88.71       |
| 2                                                  | Vanessa Crone / Paul Poirier               | Canada         | 178.09 | 3             | 33.71         | 2               | 57.52           | 2           | 86.86       |
| 3                                                  | Kristina Gorshkova / Vitali Butikov        | Russie         | 172.85 | 4             | 33.52         | 3               | 55.46           | 3           | 83.87       |
| 4                                                  | Maria Monko / Ilia Tkachenko               | Russie         | 166.01 | 2             | 34.99         | 4               | 53.70           | 4           | 77.32       |
| 5                                                  | Madison Hubbell / Keiffer Hubbell          | États-Unis     | 157.47 | 5             | 30.52         | 5               | 51.30           | 5           | 75.65       |
| 6                                                  | Ekaterina Riazanova / Jonathan Guerreiro   | Russie         | 153.29 | 7             | 28.69         | 6               | 50.96           | 6           | 73.64       |
| 7                                                  | Alisa Agafonova / Dmitri Dun               | Ukraine        | 150.57 | 8             | 28.28         | 7               | 49.52           | 7           | 72.77       |
| 8                                                  | Kharis Ralph / Asher Hill                  | Canada         | 144.29 | 10            | 27.36         | 9               | 47.50           | 9           | 69.43       |
| 9                                                  | Isabella Pajardi / Stefano Caruso          | Italie         | 144.13 | 14            | 24.96         | 8               | 47.59           | 8           | 71.58       |
| 10                                                 | Karen Routhier / Eric Saucke-Lacelle       | Canada         | 138.61 | 9             | 27.46         | 11              | 46.01           | 11          | 65.14       |
| 11                                                 | Maureen Ibanez / Neil Brown                | France         | 138.10 | 11            | 26.40         | 10              | 46.05           | 10          | 65.65       |
| 12                                                 | Lucie Myslivečková / Matěj Novák           | Tchéquie       | 137.56 | 6             | 30.43         | 14              | 43.86           | 15          | 63.27       |
| 13                                                 | Ashley Foy / Benjamin Blum                 | Allemagne      | 134.84 | 12            | 25.91         | 12              | 44.34           | 13          | 64.59       |
| 14                                                 | Isabella Tobias / Otar Japaridze           | Géorgie        | 134.26 | 15            | 24.92         | 13              | 44.23           | 12          | 65.11       |
| 15                                                 | Natalia Mitiushina / Matteo Zanni          | Italie         | 129.69 | 13            | 25.06         | 16              | 41.05           | 14          | 63.58       |
| 16                                                 | Anastasia Gavrylovych / Maciej Bernadowski | Pologne        | 124.64 | 18            | 24.31         | 15              | 41.54           | 19          | 58.79       |
| 17                                                 | Nikola Višňová / Lukáš Csolley             | Slovaquie      | 123.33 | 22            | 22.81         | 22              | 40.17           | 16          | 60.35       |
| 18                                                 | Charlène Guignard / Guillaume Paulmier     | France         | 122.78 | 16            | 24.83         | 17              | 40.90           | 21          | 57.05       |
| 19                                                 | Guan Xueting / Wang Meng                   | Chine          | 122.02 | 24            | 22.12         | 23              | 39.89           | 17          | 60.01       |
| 20                                                 | Emese Laszlo / Mate Fejes                  | Hongrie        | 121.92 | 20            | 23.31         | 19              | 40.44           | 20          | 58.17       |
| 21                                                 | Barbora Heroldova / Nikolaj Sorensen       | Danemark       | 121.58 | 23            | 22.56         | 21              | 40.19           | 18          | 58.83       |
| 22                                                 | Irina Shtork / Taavi Rand                  | Estonie        | 117.74 | 19            | 23.35         | 20              | 40.40           | 23          | 53.99       |
| 23                                                 | Oksana Klimova / Sasha Palomäki            | Finlande       | 117.05 | 21            | 23.14         | 24              | 38.48           | 22          | 55.43       |
| 24                                                 | Ina Demireva / Juri Kurakin                | Bulgarie       | 107.35 | 27            | 20.76         | 27              | 37.00           | 24          | 49.59       |
| Abandon                                            | Penny Coomes / Nicholas Buckland           | Royaume-Uni    |        | 17            | 24.77         | 26              | 37.22           |             |             |
| Couples de danse éliminés après la danse originale |                                            |                |        |               |               |                 |                 |             |             |
| 26                                                 | Ekaterina Zabolotnaya / Julian Wagner      | Allemagne      | 61.29  | 29            | 20.46         | 18              | 40.83           | NC          | NC          |
| 27                                                 | Ramona Elsener / Florian Roost             | Suisse         | 59.15  | 25            | 21.91         | 25              | 37.24           | NC          | NC          |
| 28                                                 | Sonja Pauli / Tobias Eisenbauer            | Autriche       | 54.59  | 26            | 21.89         | 29              | 32.70           | NC          | NC          |
| 29                                                 | Kristina Kiudmaa / Aleksei Trohlev         | Estonie        | 52.41  | 28            | 20.66         | 30              | 31.75           | NC          | NC          |
| 30                                                 | Hanna Asadchaya / Dmitri Lamtyugin         | Biélorussie    | 51.77  | 30            | 17.95         | 28              | 33.82           | NC          | NC          |
| Couples éliminés après la danse imposée            |                                            |                |        |               |               |                 |                 |             |             |
| 31                                                 | Jekaterina Sergejeva / Andrejs Sitiks      | Lettonie       |        | 31            | 17.44         | NC              | NC              | NC          | NC          |
| 32                                                 | Tamsyn Scoble / Quiesto Spieringshoek      | Afrique du Sud |        | 32            | 13.87         | NC              | NC              | NC          | NC          |